# OR4K15
OR4K15 (англ. Olfactory receptor family 4 subfamily K member 15) – білок, який кодується однойменним геном, розташованим у людей на короткому плечі 14-ї хромосоми. Довжина поліпептидного ланцюга білка становить 348 амінокислот, а молекулярна маса — 39 088.
| 10         |  | 20         |  | 30         |  | 40         |  | 50         |
| ---------- |  | ---------- |  | ---------- |  | ---------- |  | ---------- |
| MLTSLTDLCF |  | SPIQVAEIKS |  | LPKSMNETNH |  | SRVTEFVLLG |  | LSSSRELQPF |
| LFLTFSLLYL |  | AILLGNFLII |  | LTVTSDSRLH |  | TPMYFLLANL |  | SFIDVCVASF |
| ATPKMIADFL |  | VERKTISFDA |  | CLAQIFFVHL |  | FTGSEMVLLV |  | SMAYDRYVAI |
| CKPLHYMTVM |  | SRRVCVVLVL |  | ISWFVGFIHT |  | TSQLAFTVNL |  | PFCGPNKVDS |
| FFCDLPLVTK |  | LACIDTYVVS |  | LLIVADSGFL |  | SLSSFLLLVV |  | SYTVILVTVR |
| NRSSASMAKA |  | RSTLTAHITV |  | VTLFFGPCIF |  | IYVWPFSSYS |  | VDKVLAVFYT |
| IFTLILNPVI |  | YTLRNKEVKA |  | AMSKLKSRYL |  | KPSQVSVVIR |  | NVLFLETK   |

A: Аланін

C: Цистеїн

D: Аспарагінова кислота

E: Глутамінова кислота

F: Фенілаланін

G: Гліцин

H: Гістидин

I: Ізолейцин

K: Лізин

L: Лейцин

M: Метіонін

N: Аспарагін

P: Пролін

Q: Глутамін

R: Аргінін

S: Серин

T: Треонін

V: Валін

W: Триптофан

Кодований геном білок за функціями належить до рецепторів, g-білокспряжених рецепторів, білків внутрішньоклітинного сигналінгу. 
Локалізований у клітинній мембрані, мембрані.